# Mistrzostwa Europy w Pływaniu na krótkim basenie 2019
24. Mistrzostwa Europy w Pływaniu na krótkim basenie odbywały się w dniach 4–8 grudnia 2019 roku w Tollcross International Swimming Centre w Glasgow.

## Medaliści

### Mężczyźni
| Konkurencja                            | Złoto | Złoto    | Srebro | Srebro      | Brąz | Brąz        |
| Konkurencja                            | Zawodnik | Czas     | Zawodnik | Czas        | Zawodnik | Czas        |
| Styl dowolny                           | |          | |             | |             |
| 50 metrów                              | Władimir Morozow · Rosja | 20,40    | Florent Manaudou · Francja                                                                                    | 20,66       | Maxim Lobanovskij · Węgry | 20,76       |
| 100 metrów                             | Władimir Morozow · Rosja | 45,53    | Alessandro Miressi · Włochy                                                                                   | 45,90       | Władisław Griniew · Rosja | 46,35       |
| 200 metrów                             | Danas Rapšys · Litwa | 1:41,12  | Duncan Scott · Wielka Brytania                                                                                | 1:41,42     | Michaił Wiekowiszczew · Rosja | 1:41,52     |
| 400 metrów                             | Danas Rapšys · Litwa | 3:33,20  | Thomas Dean · Wielka Brytania                                                                                 | 3:37,95     | Gabriele Detti · Włochy | 3:38,06     |
| 1500 metrów                            | Gregorio Paltrinieri · Włochy | 14:17,14 | Henrik Christiansen · Norwegia                                                                                | 14:18,15    | David Aubry · Francja | 14:25,66    |
| Styl grzbietowy                        | |          | |             | |             |
| 50 metrów                              | Klimient Kolesnikow · Rosja | 22,75    | Christian Diener · Niemcy                                                                                     | 23,07       | Shane Ryan · Irlandia | 23,12       |
| 100 metrów                             | Klimient Kolesnikow · Rosja | 49,09    | Christian Diener · Niemcy                                                                                     | 49,94 =     | Robert Glință · Rumunia | 50,30       |
| 200 metrów                             | Radosław Kawęcki · Polska | 1:49,26  | Christian Diener · Niemcy                                                                                     | 1:50,05     | Luke Greenbank · Wielka Brytania | 1:50,09     |
| Styl klasyczny                         | |          | |             | |             |
| 50 metrów                              | Władimir Morozow · Rosja | 25,51 ,  | Emre Sakçı · Turcja                                                                                           | 25,82       | Arno Kamminga · HolandiaFabio Scozzoli · Włochy                                                                                                | 25,84 25,84 |
| 100 metrów                             | Arno Kamminga · Holandia | 56,06    | Ilja Szymanowicz · Białoruś                                                                                   | 56,42       | Fabio Scozzoli · Włochy | 56,55       |
| 200 metrów                             | Arno Kamminga · Holandia | 2:02,36  | Erik Persson · Szwecja                                                                                        | 2:02,80     | Marco Koch · Niemcy | 2:02,87     |
| Styl motylkowy                         | |          | |             | |             |
| 50 metrów                              | Oleg Kostin · Rosja | 22,23    | Szebasztián Szabó · Węgry                                                                                     | 22,35       | Ümit Can Güreş · Turcja | 22,38       |
| 100 metrów                             | Marius Kusch · Niemcy | 49,06    | Michaił Wiekowiszczew · Rosja                                                                                 | 49,53       | Marcin Cieślak · Polska | 49,75       |
| 200 metrów                             | Andreas Wazeos · Grecja | 1:50,23  | Ramon Klenz · Niemcy                                                                                          | 1:51,51     | James Guy · Wielka Brytania | 1:51,73     |
| Styl zmienny                           | |          | |             | |             |
| 100 metrów                             | Klimient Kolesnikow · Rosja | 51,15    | Siergiej Fiesikow · Rosja                                                                                     | 51,59       | Andreas Wazeos · Grecja | 51,62       |
| 200 metrów                             | Andreas Wazeos · Grecja | 1:50,85  | Tomoe Zenimoto Hvas · Norwegia                                                                                | 1:51,74     | Philip Heintz · Niemcy | 1:52,55     |
| 400 metrów                             | Max Litchfield · Wielka Brytania | 4:01,36  | Ilja Borodin · Rosja                                                                                          | 4:03,65 EJ, | Daniił Pasynkow · Rosja | 4:04,98     |
| Sztafety                               | |          | |             | |             |
| Sztafeta 4 × 50 metrów stylem dowolnym | Rosja · Władisław Griniew (21,23) · Michaił Wiekowiszczew (20,60) · Klimient Kolesnikow (20,84) · Władimir Morozow (20,25) · Siergiej Fiesikow · Daniił Markow · Aleksandr Popkow | 1:22,92  | Polska · Paweł Juraszek (21,19) · Marcin Cieślak (20,98) · Karol Ostrowski (20,79) · Jakub Kraska (20,78)     | 1:23,74     | Włochy · Federico Bocchia (21,41) · Marco Orsi (21,13) · Giovanni Izzo (21,32) · Alessandro Miressi (20,64) · Leonardo Deplano · Thomas Ceccon | 1:24,50     |
| Sztafeta 4 × 50 metrów stylem zmiennym | Rosja · Klimient Kolesnikow (22,64) · Władimir Morozow (25,53) · Oleg Kostin (21,61) · Władisław Griniew (20,85) · Siergiej Fiesikow · Aleksandr Popkow · Michaił Wiekowiszczew   | 1:30,63  | Węgry · Richárd Bohus (23,42) · Dávid Horváth (26,64) · Szebasztián Szabó (21,77) · Maxim Lobanovskij (20,27) | 1:32,10     | Białoruś · Wiktar Staselowicz (23,38) · Ilja Szymanowicz (25,46) · Jauhien Curkin (22,48) · Artiom Maczekin (20,97)                            | 1:32,29     |

### Kobiety
| Konkurencja                            | Złoto | Złoto           | Srebro | Srebro  | Brąz | Brąz    |
| Konkurencja                            | Zawodniczka | Czas            | Zawodniczka | Czas    | Zawodniczka | Czas    |
| Styl dowolny                           | |                 | |         | |         |
| 50 metrów                              | Marija Kamieniewa · Rosja | 23,56           | Mélanie Henique · Francja | 23,66   | Pernille Blume · Dania | 23,73   |
| 100 metrów                             | Freya Anderson · Wielka Brytania | 51,49           | Béryl Gastaldello · Francja | 51,85   | Femke Heemskerk · Holandia | 51,88   |
| 200 metrów                             | Freya Anderson · Wielka Brytania | 1:52,77         | Federica Pellegrini · Włochy | 1:52,88 | Femke Heemskerk · Holandia | 1:53,35 |
| 400 metrów                             | Simona Quadarella · Włochy | 3:59,75         | Isabel Gose · Niemcy | 3:59,94 | Ajna Késely · Węgry | 4:00,04 |
| 800 metrów                             | Simona Quadarella · Włochy | 8:10,30         | Ajna Késely · Węgry | 8:11,77 | Martina Caramignoli · Włochy | 8:12,36 |
| Styl grzbietowy                        | |                 | |         | |         |
| 50 metrów                              | Kira Toussaint · Holandia | 25,84           | Béryl Gastaldello · Francja | 26,03   | Alicja Tchórz · Polska | 26,16   |
| 100 metrów                             | Kira Toussaint · Holandia | 55,71           | Marija Kamieniewa · Rosja | 56,10   | Georgia Davies · Wielka Brytania                                                                                                 | 56,73   |
| 200 metrów                             | Margherita Panziera · Włochy | 2:01,45         | Daryna Zewina · Ukraina | 2:02,25 | Kira Toussaint · Holandia | 2:03,04 |
| Styl klasyczny                         | |                 | |         | |         |
| 50 metrów                              | Benedetta Pilato · Włochy | 29,32 WJ,       | Martina Carraro · Włochy | 29,60   | Mona McSharry · Irlandia | 29,87   |
| 100 metrów                             | Martina Carraro · Włochy | 1:04,51         | Arianna Castiglioni · Włochy | 1:05,01 | Jenna Laukkanen · Finlandia | 1:05,12 |
| 200 metrów                             | Marija Temnikowa · Rosja | 2:18,35         | Molly Renshaw · Wielka Brytania | 2:19,66 | Martina Carraro · Włochy | 2:19,68 |
| Styl motylkowy                         | |                 | |         | |         |
| 50 metrów                              | Mélanie Henique · Francja | 24,56 ,         | Béryl Gastaldello · Francja | 24,78   | Emilie Beckmann · DaniaJeanette Ottesen · Dania                                                                                  | 25,15   |
| 100 metrów                             | Anastasija Szkurdaj · Białoruś | 56,21 EJ,       | Elena Di Liddo · Włochy | 56,37   | Anna Ntountounaki · Grecja | 56,44   |
| 200 metrów                             | Katinka Hosszú · Węgry | 2:03,21         | Ilaria Bianchi · Włochy | 2:04,20 | Zsuzsanna Jakabos · Węgry | 2:05,00 |
| Styl zmienny                           | |                 | |         | |         |
| 100 metrów                             | Katinka Hosszú · Węgry | 57,36           | Marija Kamieniewa · Rosja | 57,59   | Jenna Laukkanen · Finlandia | 58,62   |
| 200 metrów                             | Katinka Hosszú · Węgry | 2:04,68         | Maria Ugolkova · Szwajcaria | 2:06,59 | Siobhan-Marie O’Connor · Wielka Brytania                                                                                         | 2:06,74 |
| 400 metrów                             | Katinka Hosszú · Węgry | 4:25,10         | Zsuzsanna Jakabos · Węgry | 4:28,76 | Ilaria Cusinato · Włochy | 4:29,13 |
| Sztafety                               | |                 | |         | |         |
| Sztafeta 4 × 50 metrów stylem dowolnym | Francja · Béryl Gastaldello (23,85) · Mélanie Henique (23,30) · Léna Bousquin (24,40) · Anna Santamans (23,66) · Anouchka Martin Holandia · Tamara van Vliet (24,19) · Kira Toussaint (23,90) · Femke Heemskerk (23,50) · Valerie van Roon (23,62) | 1:35,21 1:35,21 | [ c ] | [ c ]   | Dania · Julie Kepp Jensen (24,44) · Jeanette Ottesen (23,61) · Emilie Beckmann (23,99) · Pernille Blume (23,20) · Emily Gantriis | 1:35,24 |
| Sztafeta 4 × 50 metrów stylem zmiennym | Polska · Alicja Tchórz (26,29) · Dominika Sztandera (29,55) · Kornelia Fiedkiewicz (25,75) · Katarzyna Wasick (23,26) | 1:44,85         | Włochy · Silvia Scalia (26,60) · Benedetta Pilato (29,18) · Elena Di Liddo (25,02) · Silvia Di Pietro (24,12) · Arianna Castiglioni · Federica Pellegrini | 1:44,92 | Rosja · Marija Kamieniewa (26,22) · Nika Godun (30,11) · Arina Surkowa (24,70) · Darja S. Ustinowa (23,93)                       | 1:44,96 |

### Sztafety mieszane
| Konkurencja                                     | Złoto | Złoto   | Srebro | Srebro  | Brąz | Brąz    |
| Konkurencja                                     | Reprezentacja | Czas    | Reprezentacja | Czas    | Reprezentacja | Czas    |
| Sztafeta mieszana 4 × 50 metrów stylem dowolnym | Rosja · Władimir Morozow (20,65) · Władisław Griniew (20,65) · Arina Surkowa (23,87) · Marija Kamieniewa (23,14) · Michaił Wiekowiszczew · Darja S. Ustinowa · Jelizawieta Klewanowicz | 1:28,31 | Wielka Brytania · Duncan Scott (21,28) · Scott McLay (20,79) · Anna Hopkin (23,13) · Freya Anderson (23,44) · James Guy    | 1:28,64 | Francja · Maxime Grousset (21,35) · Florent Manaudou (20,09) · Mélanie Henique (23,36) · Béryl Gastaldello (24,06) · Clément Mignon · Anna Santamans | 1:28,86 |
| Sztafeta mieszana 4 × 50 metrów stylem zmiennym | Rosja · Klimient Kolesnikow (22,67) · Władimir Morozow (25,40) · Arina Surkowa (24,94) · Marija Kamieniewa (23,21) · Siergiej Fiesikow · Oleg Kostin · Darja S. Ustinowa               | 1:36,22 | Holandia · Kira Toussaint (25,87) · Arno Kamminga (25,53) · Joeri Verlinden (22,48) · Femke Heemskerk (23,24) · Jesse Puts | 1:37,12 | Dania · Mathias Rysgaard (23,98) · Tobias Bjerg (25,51) · Jeanette Ottesen (25,04) · Pernille Blume (23,49) · Emilie Beckmann · Emily Gantriis       | 1:38,02 |

## Klasyfikacja medalowa
| Miejsce | Państwo         | Złoto | Srebro | Brąz | Razem |
| ------- | --------------- | ----- | ------ | ---- | ----- |
| 1.      | Rosja           | 13    | 5      | 4    | 22    |
| 2.      | Włochy          | 6     | 7      | 7    | 20    |
| 3.      | Holandia        | 5     | 1      | 4    | 10    |
| 4.      | Węgry           | 4     | 4      | 3    | 11    |
| 5.      | Wielka Brytania | 3     | 4      | 4    | 11    |
| 6.      | Francja         | 2     | 5      | 2    | 9     |
| 7.      | Polska          | 2     | 1      | 2    | 5     |
| 8.      | Grecja          | 2     | 0      | 2    | 4     |
| 9.      | Litwa           | 2     | 0      | 0    | 2     |
| 10.     | Niemcy          | 1     | 5      | 2    | 8     |
| 11.     | Białoruś        | 1     | 1      | 1    | 3     |
| 12.     | Norwegia        | 0     | 2      | 0    | 2     |
| 13.     | Turcja          | 0     | 1      | 1    | 2     |
| 14.     | Szwajcaria      | 0     | 1      | 0    | 1     |
| 14.     | Szwecja         | 0     | 1      | 0    | 1     |
| 14.     | Ukraina         | 0     | 1      | 0    | 1     |
| 17.     | Dania           | 0     | 0      | 5    | 5     |
| 18.     | Finlandia       | 0     | 0      | 2    | 2     |
| 18.     | Irlandia        | 0     | 0      | 2    | 2     |
| 20.     | Rumunia         | 0     | 0      | 1    | 1     |
| Razem   | Razem           | 41    | 39     | 42   | 122   |

## Rekordy
Podczas zawodów ustanowiono następujące rekordy świata, Europy, mistrzostw.

### Rekordy świata
| Data      | Konkurencja                                             | Czas    | Zawodnik / Zawodniczka                                                                               | Reprezentacja | Źr.    |
| --------- | ------------------------------------------------------- | ------- | --- | ------------- | ------ |
| 5 grudnia | Sztafeta mieszana 4 × 50 metrów stylem zmiennym – finał | 1:36,22 | Klimient Kolesnikow (22,67) Władimir Morozow (25,40) Arina Surkowa (24,94) Marija Kamieniewa (23,21) | Rosja         | [ 41 ] |

### Rekordy Europy
| Data      | Konkurencja                                             | Czas    | Zawodnik / Zawodniczka                                                                             | Reprezentacja | Źr.    |
| --------- | ------------------------------------------------------- | ------- | -------------------------------------------------------------------------------------------------- | ------------- | ------ |
| 4 grudnia | 50 m stylem klasycznym mężczyzn – finał                 | 25,51   | Władimir Morozow                                                                                   | Rosja         | [ 10 ] |
| 6 grudnia | 100 m stylem klasycznym mężczyzn – półfinał 2           | 55,89   | Ilja Szymanowicz                                                                                   | Białoruś      | [ 42 ] |
| 6 grudnia | 200 m stylem zmiennym mężczyzn – finał                  | 1:50,85 | Andreas Wazeos                                                                                     | Grecja        | [ 17 ] |
| 7 grudnia | Sztafeta mieszana 4 × 50 metrów stylem dowolnym – finał | 1:28,31 | Władimir Morozow (20,65) Władisław Griniew (20,65) Arina Surkowa (23,87) Marija Kamieniewa (23,14) | Rosja         | [ 40 ] |

### Rekordy mistrzostw
| Data      | Konkurencja                                    | Ustanowiony dla         | Czas    | Zawodnik / Zawodniczka | Reprezentacja | Źr.    |
| --------- | ---------------------------------------------- | ----------------------- | ------- | ---------------------- | ------------- | ------ |
| 4 grudnia | 100 m stylem grzbietowym kobiet – eliminacje   | (tej samej konkurencji) | 55,26   | Kira Toussaint         | Holandia      | [ 43 ] |
| 4 grudnia | 400 m stylem dowolnym mężczyzn – finał         | (tej samej konkurencji) | 3:33,20 | Danas Rapšys           | Litwa         | [ 5 ]  |
| 4 grudnia | 100 m stylem grzbietowym kobiet – półfinał 1   | (tej samej konkurencji) | 55,17   | Kira Toussaint         | Holandia      | [ 44 ] |
| 5 grudnia | 50 m stylem motylkowym kobiet – finał          | (tej samej konkurencji) | 24,56   | Mélanie Henique        | Francja       | [ 32 ] |
| 8 grudnia | 4 × 50 metrów stylem zmiennym mężczyzn – finał | 50 m stylem grzbietowym | 22,64   | Klimient Kolesnikow    | Rosja         | [ 20 ] |